# Electrohumectació

Líquid, aïllant, substrat

L'electrohumectació és la modificació de les propietats d'humectació d'una superfície (que és típicament hidròfoba) amb un camp elèctric aplicat.

## Història
L'electrohumectació del mercuri i altres líquids en superfícies de càrrega variable va ser probablement explicada per primera vegada per Gabriel Lippmann el 1875 i, sens dubte, es va observar molt abans. AN Frumkin va utilitzar la càrrega superficial per canviar la forma de les gotes d'aigua el 1936. El terme electrowetting va ser introduït per primera vegada l'any 1981 per G. Beni i S. Hackwood per descriure un efecte proposat per dissenyar un nou tipus de dispositiu de visualització pel qual van rebre una patent. L'ús d'un "transistor de fluids" en circuits microfluídics per manipular fluids químics i biològics va ser investigat per primera vegada per J. Brown el 1980 i posteriorment va ser finançat el 1984-1988 sota les subvencions NSF 8760730 i 8822197, emprant una capa dielèctrica i hidrofòbica aïllant (s) (EWOD), fluids no miscibles, potència DC o RF; i matrius massives d'elèctrodes intercalats en miniatura (dents de serra) amb elèctrodes d'òxid d'estany d'indi (ITO) grans o coincidents per reubicar digitalment nanogotetes en camins lineals, circulars i dirigits, bombar o barrejar fluids, omplir dipòsits i controlar el flux de fluids electrònicament o òpticament. Més tard, en col·laboració amb J. Silver al NIH, es va divulgar l'electrohumectació basada en EWOD per a fluids únics i immiscibles per moure, separar, subjectar i segellar matrius de submostres de PCR digitals.

Principi d'electrohumectació.

## Teoria de l'electrohumectació
L'efecte electrohumectació s'ha definit com "el canvi en l'angle de contacte sòlid- electròlit a causa d'una diferència de potencial aplicada entre el sòlid i l'electròlit". El fenomen de l'electrohumectació es pot entendre en termes de les forces que resulten del camp elèctric aplicat. El camp de franges a les cantonades de la gota d'electròlit tendeix a tirar la gota cap avall cap a l'elèctrode, reduint l'angle de contacte macroscòpic i augmentant l'àrea de contacte de la gota. Alternativament, l'electrohumectació es pot veure des d'una perspectiva termodinàmica. Com que la tensió superficial d'una interfície es defineix com l'energia lliure de Helmholtz necessària per crear una determinada àrea d'aquesta superfície, conté components tant químics com elèctrics, i la càrrega es converteix en un terme significatiu en aquesta equació. El component químic és només la tensió superficial natural de la interfície sòlid/electròlit sense camp elèctric. El component elèctric és l'energia emmagatzemada en el condensador format entre el conductor i l'electròlit.
La derivació més senzilla del comportament d'electrohumectació es dona considerant el seu model termodinàmic. Tot i que és possible obtenir un model numèric detallat d'electrohumectació tenint en compte la forma precisa del camp de franges elèctrics i com afecta la curvatura local de la gota, aquestes solucions són complexes matemàticament i computacionalment. La derivació termodinàmica procedeix de la següent manera. Definint les tensions superficials rellevants com:
{\displaystyle \gamma _{ws}\,}– La tensió superficial total, elèctrica i química, entre l'electròlit i el conductor
{\displaystyle \gamma _{ws}^{0}\,}– La tensió superficial entre l'electròlit i el conductor a camp elèctric zero
{\displaystyle \gamma _{s}\,}– La tensió superficial entre el conductor i l'ambient extern
{\displaystyle \gamma _{w}\,}– La tensió superficial entre l'electròlit i l'ambient extern
{\displaystyle \theta } – L'angle de contacte macroscòpic entre l'electròlit i el dielèctric
{\displaystyle C} – La capacitat per àrea de la interfície, є r є 0 /t, per a un dielèctric uniforme de gruix t i permitivitat є r
{\displaystyle V} – La tensió efectiva aplicada, integral del camp elèctric des de l'electròlit fins al conductor
Relacionant la tensió superficial total amb els seus components químics i elèctrics s'obté:
{\displaystyle \gamma _{ws}=\gamma _{ws}^{0}-{\frac {CV^{2}}{2}}\,}
L'angle de contacte ve donat per l'equació de Young-Dupre, amb l'única complicació que és l'energia superficial total {\displaystyle \gamma _{ws}} s'utilitza:
{\displaystyle \gamma _{ws}=\gamma _{s}-\gamma _{w}\cos(\theta )\,}
La combinació de les dues equacions dona la dependència de θ de la tensió efectiva aplicada com:
{\displaystyle \cos \theta =\left({\frac {\gamma _{s}-\gamma _{ws}^{0}+{\frac {CV^{2}}{2}}}{\gamma _{w}}}\right)\,}

## Materials
Per raons que encara s'estan investigant, només un conjunt limitat de superfícies presenten el comportament d'electrohumectació previst teòricament. Per això, s'utilitzen materials alternatius que es poden utilitzar per revestir i funcionalitzar la superfície per crear el comportament d'humitat esperat. Per exemple, els fluoropolímers amorfs són materials de recobriment d'electrohumectació àmpliament utilitzats, i s'ha trobat que el comportament d'aquests fluoropolímers es pot millorar mitjançant el model de superfície adequat. Aquests fluoropolímers recobreixen l'elèctrode conductor necessari, normalment fet de paper d'alumini o òxid d'estany d'indi (ITO), per crear les propietats d'electrohumectació desitjades. Hi ha tres tipus d'aquests polímers disponibles comercialment: els polímers de la sèrie V hidrofòbics i superhidrofòbics de FluoroPel són venuts per Cytonix, CYTOP és venut per Asahi Glass Co. i Teflon AF és venut per DuPont. S'han utilitzat altres materials superficials com ara SiO2 i or sobre vidre. Aquests materials permeten que les mateixes superfícies actuïn com a elèctrodes de terra per al corrent elèctric.

## Aplicacions
L'electrohumectació s'utilitza ara en una àmplia gamma d'aplicacions, des de lents modulars fins a lents ajustables, pantalles electròniques (e-paper), pantalles electròniques exteriors i interruptors per a fibres òptiques. Recentment s'ha evocat l'electrohumectació per manipular la matèria tova en particular, suprimint l'efecte d'anell de cafè. A més, s'han suggerit filtres amb funcionalitat d'electrohumectació per netejar vessaments d'oli i separar les mescles d'oli i aigua.